# Igor Cholin
Igor Sergejevič Cholin (rusky: Игорь Сергеевич Холин; 11. ledna 1920, Moskva – 15. června 1999 tamtéž) byl sovětský a později ruský básník, prozaik a disident. Jako legenda moskevského undergroundu patřil k vůdčím postavám tzv. lianozovské školy, v níž se zejména v průběhu 50. let volně sdružovali protirežimní básníci a další umělci.

## Život
Igor Cholin se narodil na moskevském předměstí do rodiny důstojníka carské armády. Po smrti otce ho matka, povoláním švadlena, spolu s ostatními dětmi poslala do sirotčince z obavy, že by ze svého skromného výdělku rodinu neuživila. Během druhé světové války sloužil v sovětské Rudé armádě, s níž se při osvobozování Československa dostal až do Prahy. V 50. letech začaly v samizdatu vycházet jeho básně a Cholin se stal neformálním vůdcem moskevské undergroundové avantgardy. Od 70. let psal i povídky a jiné prozaické útvary. Většina jeho tvorby spatřila světlo světa až na přelomu 80. a 90. let. Během komunistického režimu byly oficiálně publikovány pouze Cholinovy básně pro děti.

## Dílo
Cholin je autorem mnoha básní, v nichž se osobitým způsobem vypořádává s těžkým obdobím totality. Často obsahují vulgární výrazy a krátkým, říkankovým stylem připomínají jednoduché lidové popěvky či anekdoty. Naléhavost šedé, bezútěšné reality předměstského života je náplní i delších poem a pozdních prozaických útvarů. Přes neveselou tematiku je však Cholinova tvorba plna svébytného černého humoru a sebeironie.
Českým čtenářům se Igor Cholin představil na sklonku roku 2012 titulem Nikdo z vás nezná Cholina. Kniha, kterou v Olomouci vydal Aleš Prstek obsahuje reprezentativní výběr básníkova díla (včetně dosud nikdy nevydané povídky Pět minus) v překladech Jana Machonina, Jakuba Šedivého a Tomáše Vůjtka. Ilustrace pocházejí od Cholinova přítele, ruského výtvarníka Viktora Pivovarova.